# Демократски савез Кине
Демократски савез Кине је једна од осам мањих политичких партија у Народној Републици Кини. Савез је првобитно основан 1941. године као продемократска кровна коалициона група Кинеске националне социјалистичке партије, Кинеске омладинске партије и Кинеске сељачке и радничке демократске партије за борбу против царске јапанске војске.
Од децембра 2022. Савез је имао око 348.300 чланова. Друга је по рангу мања партија у Кини после Револуционарног комитета Куоминтанга. и чланица је Уједињеног фронта НР Кине. Тренутно има 56 места у Националном народном конгресу и 9 места у Сталном комитету ННК. Тренутни председник странке је Динг Чонгли.

## Историјат
Демократски политички савез Кине основан је у Чонгкингу 19. марта 1941. године, а променио је име у Демократски савез Кине у септембру 1944. године.  Приликом формирања, то је била коалиција три продемократске странке и три лобистичке групе. Њена два главна циља била су да подржи ратне напоре Кине током Другог кинеско-јапанског рата и да обезбеди центристичку „трећу силу“ између Куоминтанга и Комунистичке партије Кине.
После рата, многи Американци у Кини су били наклоњени Савезу. Теодор Вајт је написао да би „мушкарци средње групе били добро организовани, могли да гарантују мир. Али нису. Недостају им војска, политичка машина, корени у било којој друштвеној класи. Само ширење образовања и индустрије може да створи довољно људи савременог света да им пружи широку друштвену основу.“
Октобра 1945. Савез је објавио извештај у којем су поново потврђена њена политичка опредељења и изнети њени циљеви. У њему се Савез изјаснио да није ни лево ни десно, не фаворизујући ни либералну ни социјалистичку демократију. Иако је извештај похвалио елементе западних либералних демократија, он је такође критиковао економске неједнакости које су постојале у западним капиталистичким друштвима. Извештај је стога закључио да би најбољи облик демократије за Кину укључивао елементе и „западне политичке демократије“ и „совјетске економске демократије“. Да би то постигао, Савез се надао да ће радити и са националистима и са комунистима у коалиционој влади на писању новог устава. Међутим, Савез се такође посматра као либерално-демократски алтернативни покрет „треће силе“ у поређењу са националистима (чангизам) и комунистима (маоизам).
Разочарење у националистичку владу, која је Савез ставила ван закона 1947. године, и инфилтрација Комунистичке партије Кине довели су до тога да се Савез нагиње КПК током друге фазе Кинеског грађанског рата. Конститутивне странке, Кинеска национална социјалистичка партија и Партија младе Кине, напустиле су Савез и придружиле се националистима на Тајвану. Преостала конститутивна партија је касније напустила и коначно постала Кинеска сељачка и радничка демократска партија у фебруару 1947. године.
Три интересне групе биле су Удружење националног спаса, Удружење за обнову села и Друштво за стручно образовање. НСА, далеко највећа и најпопуларнија интересна група, била је инспирисана Армијама националног спаса и постојала је да подстакне отпор Јапану, али је постала неважна након завршетка рата. РРА је био аграристички лоби формиран од Покрета за обнову села, који је првобитно био непријатељски расположен према комунизму, али су се њихови интереси за добробит сељака постепено укрштали. Трећа интересна група, Друштво за стручно образовање, желела је да оснује стручне школе широм Кине и постала језгро Кинеског националног демократског грађевинског удружења.

### Народна Република Кина
Њен председавајући Џанг Лан је био потпредседник Централне народне владе Народне Републике Кине од 1949. до 1954. године.
Савез је 1997. године усвојио устав, којим је прописано да  његов програм „високо држи заставу патриотизма и социјализма, спроводи основну линију за примарну етапу социјализма, чува стабилност у друштву, јача услуге националном јединству и тежи за унапређење социјалистичке модернизације, успостављање и унапређење тржишне привреде, унапређење политичког реструктурирања и социјалистичке духовне цивилизације, еманципацију и развој производних снага, учвршћивање и ширење јединственог патриотског фронта и остварење великих циљева социјализма с кинеским карактеристикама."